# Espaldão Militar do Porto
O Espaldão Militar do Porto, também referido como Espaldão da Ervilha e Forte da Ervilha, localiza-se no lugar da Ervilha, na freguesia de Aldoar, no concelho e distrito do Porto, em Portugal.
Hoje em zona urbana habitacional, constitui-se numa estrutura militar utilizada durante a Guerra Civil Portuguesa (1828-1834).

## História

### Antecedentes
A primitiva ocupação humana da área da Ervilha remonta à pré-história, conforme o demonstram o achado de utensílios líticos. De acordo com a tradição, terá existido neste local um castro pré-romano, embora não existam estudos científicos que o comprovem.

### O espaldão
O espaldão foi construído no contexto da Guerra Civil Portuguesa, pelas tropas de Miguel I de Portugal de forma a poder albergar a artilharia que iria servir para abrir fogo sobre as forças liberais que, desembarcadas em Pampelido sob o comando de Pedro IV de Portugal (8 de julho de 1832), marcharam sobre a cidade do Porto que, abandonada pelos realistas, foi ocupada pelos liberais (9 de julho). Ao final do mês, com a reação dos realistas, iniciava-se o cerco do Porto, que duraria um ano, com a vitória dos liberais.
Naquele contexto, o espaldão, por suas características e poder de fogo, foi considerado uma fortificação inexpugnável, sendo palco de muitos e violentos combates. Acabou por ser ocupado pelas tropas liberais, sob o comando do general Jean-Baptiste Solignac, a 24 de janeiro de 1833.
Em nossos dias, um projecto de loteamento urbanístico entre a Rua de Fez e a Rua Dr. Afonso Baldaia, na zona da Ervilha, implicou a avaliação prévia do potencial arqueológico do local, tendo sido efetuadas 31 sondagens no terreno, abrangendo uma superfície na ordem dos 156 metros quadrados.
Nestas intervenções foi revelado espólio diverso, bem como os restos de uma plataforma em pedra usada para assentar uma peça de artilharia, o que constitui um dos poucos vestígios arquitetónicos do cerco do Porto. Estas estruturas não correm riscos decorrentes da execução do projeto urbanístico das imediações.
A antiga fortificação encontra-se, hoje em dia, bastante degradada pela erosão e pelo trânsito dos motoqueiros que têm utilizado os seus  terrenos como zona de treino. Desse modo, o espaldão está praticamente reduzido a vestígios de pequenos muros edificados em granito e trincheiras de terra compactada.
Em janeiro de 2005 o processo de classificação foi encerrado e arquivado, deixando assim o local sem qualquer protecção legal.